# Monte Toppe del Tesoro
Il monte Toppe del Tesoro (2140 m s.l.m.) è una montagna dell'Appennino abruzzese, facente parte dei monti di Roccaraso, a loro volta compresi nel massiccio del monte Greco, nella bassa provincia dell'Aquila.

## Descrizione
Il monte sovrasta la località di Aremogna che sorge nell'omonimo piano, parte degli altipiani maggiori d'Abruzzo. Sulle sue pendici sorgono gli impianti di risalita e le strutture ricettive della stazione sciistica di Roccaraso, assieme a Pizzalto appartenenti al comprensorio dell'Alto Sangro. La vista dalla cima spazia dal massiccio del monte Greco ai monti Marsicani a ovest, fino alla Maiella a nord-est.